# Fuchsia steyermarkii
Fuchsia steyermarkii là một loài thực vật thuộc họ Onagraceae. Đây là loài đặc hữu của Ecuador.